# Gerhard Berting
Gerhard Berting (* 26. Juni 1900 in Hannover; † 10. Dezember 1963 in Solingen) war ein deutscher Jurist und Verwaltungsbeamter. Von 1946 bis 1963 war er Oberstadtdirektor von Solingen.

## Leben
Gerhard Berting war Sohn eines evangelischen Kaufmanns, seine Mutter war Jüdin. Nach dem Wehrdienst
studierte er Rechtswissenschaft. In Halle wurde er im Corps Normannia aktiv und 1920 recipiert. Nach Abschluss des Jurastudiums durchlief er mehrere Stellen als Jurist. 1935 war Gerhard Berting Verwaltungsbeamter im Range eines Regierungsrates bei der Bezirksregierung Osnabrück, als er wegen seiner jüdischen Herkunft von den Nationalsozialisten zwangspensioniert wurde. 1937 erstritt er zumindest die weitere Zahlung seiner Assessorbezüge. Von Mai 1940 bis Mai 1942 musste er bei Siemens in Berlin Zwangsarbeit leisten. Im Mai 1942 gelang ihm die Flucht nach Belgien; für die Bezahlung eines Fluchthelfers verkaufte er seine Briefmarkensammlung. Von September 1942 bis Juli 1943 lebte er illegal in Brüssel und arbeitete als Hausdiener bei einem deutschen Kaufmann, bis es seinem Arbeitgeber durch Vermittlung der jüdischen Gemeinde von Brüssel gelang, seinen Status legalisieren zu lassen.
Nach Kriegsende arbeitete Berting ab Oktober 1945 wieder als Regierungsrat bei der Bezirksregierung in Düsseldorf. Auf ihrer ersten Sitzung am 6. März 1946 wählten die von der britischen Besatzungsmacht ernannten Stadtverordneten Gerhard Berting zum ersten Oberstadtdirektor der Stadt Solingen. Berting, der sich in den kommenden Jahren für die Unterstützung ehemals rassisch Verfolgter engagierte, zeichnete maßgeblich für den Wiederaufbau der Innenstadt verantwortlich. Das Solinger Stadtarchiv schreibt über ihn: „Der streitbare Pfeifenraucher ist in seiner spontanen Begeisterungsfähigkeit und Tatkraft allseits respektiert.“  Berting verstarb inmitten seiner zweiten Amtszeit als dienstältester Verwaltungschef in Nordrhein-Westfalen.

## Die Affäre Bermel
Am 4. und 5. September 1962 erschienen im Solinger Tageblatt kritische Artikel, in denen über Einzelheiten einer geplanten Verlegung von Gesenkschmieden aus Wohngebieten an den Stadtrand berichtet wurde. Diese Details hatte der Oberstadtdirektor Berting in einer vertraulichen Besprechung mit Vertretern der Bezirksregierung Düsseldorf, des Stadtrats, der Industrie- und Handelskammer und der Industrieverbände mitgeteilt. Zwar bestätigte Berting, die Artikel seien sachlich richtig gewesen, wollte jedoch von dem Verfasser, dem Journalisten Leo Bermel, erfahren, wer sein Informant gewesen sei. Er leitete ein „Disziplinar-Vorermittlungsverfahren gegen Unbekannt“ ein, lud Bermel als Zeugen in sein Dienstzimmer und teilte ihm gleichzeitig mit, dass ihm ein Zeugnisverweigerungsrecht nicht zustehe. Er berief sich auf die Bestimmung, dass Journalisten „über die Person des … Gewährsmannes einer Veröffentlichung strafbaren Inhalts (zur Verweigerung des Zeugnisses berechtigt ist) … wenn ein Redakteur der Druckschrift wegen dieser Veröffentlichung bestraft ist oder seiner Bestrafung keine Hindernisse entgegenstehen“.
Bermel lehnte diese Vorladung ab. Im Zuge einer Rechtshilfe wurde er vor das Amtsgericht geladen, das ihn wegen unberechtigter Verweigerung der Aussage zu einer Ordnungsstrafe von 200 Mark verurteilte. Überdies ordnete der Amtsrichter „zur Erzwingung des Zeugnisses“ die Zwangshaft an, deren Höchstmaß sechs Monate hätte betragen können. Das Urteil wurde später vom Landgericht Wuppertal aufgehoben, da das Amtshilfeersuchen von Berting unzulässig gewesen sei.
Dieser Vorfall um Leo Bermel sorgte bundesweit für Diskussionen, da es zu diesem Zeitpunkt nicht in allen Bundesländern ein generelles Zeugnisverweigerungsrecht für Journalisten gab. Dieses Recht, Informanten nicht preisgeben zu müssen, wurde erst 1975 bundesweit per Gesetz geregelt.